# حسن دعبول
حسن دعبول (قٌتل في 25 فبراير 2017) هو لواء بالجيش السوري، ولد في قرية زغرين بريف حماة الشرقي في سوريا. كان يشغل منصب رئيس فرع الأمن العسكري في حمص.

## الإغتيال
قُتل حسن دعبول في سلسلة تفجيرات إنتحارية نفذتها هيئة تحرير الشام يوم 25 فبراير 2017.

## وصلات خارجية
- مقتل العميد حسن دعبول رئيس فرع الأمن العسكري بحمص مع نائبه باستهداف مركزيْ أمن بحمص
- من هو اللواء حسن دعبول